# Novum organum

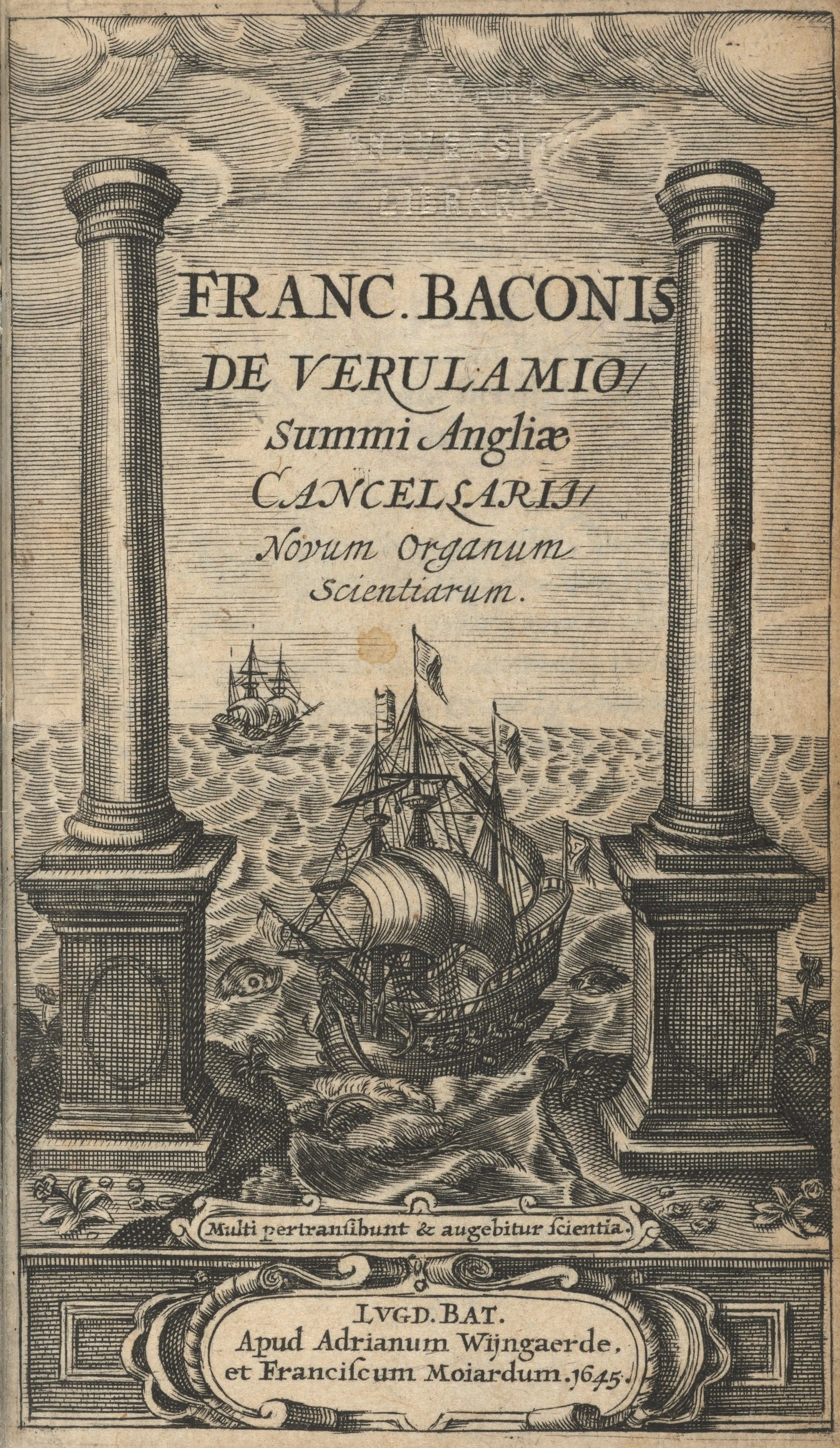
La page de titre anglaise du Novum organum.

Le Novum organum est l'œuvre majeure du philosophe britannique Francis Bacon, parue en 1620. Le titre exact était Novum organum scientiarum. Le titre signifie « nouvel outil », faisant référence à l’Organon d'Aristote (c'est-à-dire son traité sur la logique et le syllogisme). Dans le Novum organum, Bacon développe un nouveau système de logique qu'il estime supérieur à l'ancienne méthode du syllogisme. Il y accorde une place centrale, pour les progrès scientifiques, à l'expérimentation, ce qui lui vaut d'être considéré comme le père de l'empirisme moderne.

## Composition de l'ouvrage
Le Novum organum (on trouve sur certaines éditions le titre Novum organum scientiarum), écrit en latin et sous-titré Indicia de interpretatione naturae (« Indications sur l'interprétation de la nature »), constitue pour son auteur la deuxième partie de l’Instauratio magna scientiarum, « La grande restauration des sciences », ouvrage encyclopédique qui devait comporter six parties mais dont Bacon ne put achever que les deux premières. Son contenu consiste en une série d'aphorismes numérotés, soulignant la nécessité d'une recherche scientifique impartiale. Il propose une méthode pour étudier les sciences, en aidant à leur progrès et à leur utilité.
Le Novum organum se compose lui-même de deux livres. Dans le premier, d'orientation critique, Bacon montre l'absence de méthode des Anciens et des Modernes pour étudier les sciences, ce qui explique que celles-ci n'aient pas vraiment progressé jusqu'à son époque. Dans le second livre, il entreprend de formuler cette indispensable méthode en expliquant comment il faut organiser l'expérience : d'abord recueillir les faits, les énumérer et les ordonner, pour en faire la base d'une généralisation (ou induction) lente et progressive ; puis, étendre et enrichir la recherche par l'examen de bases comparables. Ainsi, avant d'interpréter la nature, il faut s'appuyer sur l'expérience scientifique.

## La théorie des idoles
Selon Bacon, l'intelligence humaine doit s'approprier les outils efficaces pour dominer la nature. Ces outils sont les expérimentations, qui interprètent et donnent forme aux données de l'expérience sensible. Elles exigent toutefois qu'on se libère des préjugés qui font obstacle aux idées nouvelles. Ces préjugés, Bacon les appelle « idoles » (c'est-à-dire des illusions, des simulacres) et il les classe comme suit dans sa « théorie des idoles » :
- les idoles de la tribu (idola tribus) : celles qui sont communes au genre humain, qui croit connaître les choses telles qu'elles sont alors qu'il ne les connaît qu'à travers ses organes sensoriels, qui font de l'esprit humain un miroir courbe déformant ses objets ;
- les idoles de la caverne (idola specus) : celles qui sont propres à l'éducation et aux habitudes de chaque personne, tout individu ayant une vision du monde personnelle à travers laquelle la lumière ne pénètre que de façon obscure et voilée[2] ;
- les idoles de la place publique ou du forum (idola fori) : celles qui viennent de l'usage public du langage, car la vie sociale nous oblige à faire nommer les choses par des porte-paroles, ce qui engendre malentendus et problèmes de communication ;
- les idoles de la scène ou du théâtre (idola theatri) : celles qui viennent de l'abus de l'autorité de la tradition, qui n'est autre qu'une mise en scène, où l'on surestime les vieilles idées et les auteurs célèbres, ce qui rend impossible l'ouverture de l'esprit à des idées nouvelles (ainsi, l'attachement aveugle à la logique d'Aristote et son approche non-empirique de la nature).

## Postérité
Bacon enquête sur la nature des choses, leur substance et leur essence. Néanmoins, la science moderne (celle de Galilée et de Newton) ne traite pas tant de la nature des choses que des relations entre elles : ce serait plutôt une science des relations logico-mathématiques, que des essences. Cette œuvre garde toutefois une importance capitale dans le développement historique de la méthode scientifique. Ainsi, dans les sciences de la nature, une stratégie d'observation attentive et patiente est toujours nécessaire, et en ce sens Darwin sera encore redevable à Bacon dans son livre sur L'Origine des espèces.

## Page de titre anglaise
La page de titre du Novum Organum représente un galion passant entre les mythiques colonnes d'Hercule qui se dressent de chaque côté du détroit de Gibraltar, marquant la sortie des eaux bien tracées de la Méditerranée vers l'Océan Atlantique. Les piliers, comme la frontière de la Méditerranée, ont été brisés par l'ouverture d'un nouveau monde à l'exploration. Bacon espère que l'enquête empirique, de même, brisera les vieilles idées scientifiques et conduira à une meilleure compréhension du monde et des cieux. La citation latine au pied de l'image est tirée du Livre de Daniel (12, 4) et signifie : « Beaucoup voyageront et la connaissance sera augmentée ».